# Cobeña
Cobeña település Spanyolországban, Madrid tartományban. Cobeña Algete, Ajalvir, Paracuellos de Jarama, San Sebastián de los Reyes és Daganzo de Arriba községekkel határos. Lakosainak száma 7759 fő (2024).

## Népesség
A település népessége az utóbbi években az alábbiak szerint változott:
| Lakosok száma | 3060 | 3764 | 4844 | 5818 | 6823 | 6921 | 7163 | 7428 | 7551 | 7759 |
|               | 2001 | 2004 | 2007 | 2009 | 2012 | 2014 | 2017 | 2019 | 2022 | 2024 |